# يوسف علان
يوسف محمد عبدالخالق علان (27 فبراير 1952 في حلحول - 18 يناير 2001 في دبلن) دبلوماسي فلسطيني، عُين مندوبًا عامًا غير مقيم لدولة فلسطين لدى جمهورية أيرلندا في عام 1993 واستمر في المنصب حتى وفاته في العاصمة دبلن إثر نوبة قلبية وُدفن فيها. كان رئيسًا للاتحاد العام لطلبة فلسطين في أيرلندا.

## التحصيل العلمي
يحمل علان درجة البكالوريوس في الهندسة من جامعة بغداد في العراق، ودرجة الدكتوراه في هندسة الإلكترونيات من جامعة غلاسكو في اسكتلندا.